# Pyrinia brunneata
Pyrinia brunneata är en fjärilsart som beskrevs av W. Warren 1894. Pyrinia brunneata ingår i släktet Pyrinia och familjen mätare. Inga underarter finns listade.